# Habenaria schwackei
Habenaria schwackei är en orkidéart som beskrevs av João Barbosa Rodrigues. Habenaria schwackei ingår i släktet Habenaria och familjen orkidéer. Inga underarter finns listade i Catalogue of Life.

## Bildgalleri

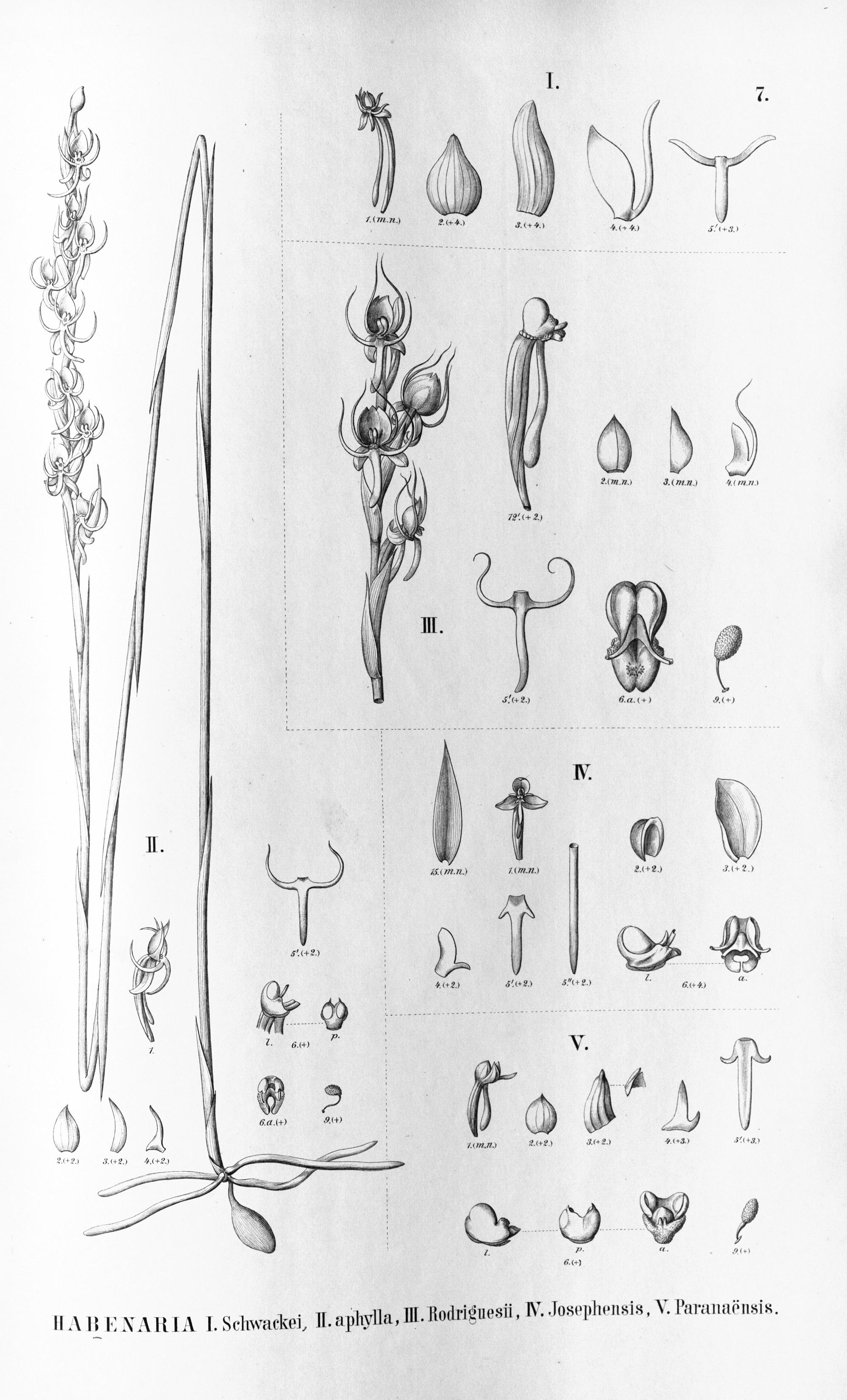